# Sagüés
Sagüés (en euskera batúa Sagues, en variedad local Sagoze ) es una localidad española de la Comunidad Foral de Navarra perteneciente al municipio de la Cendea de Cizur. Está situada en la Merindad de Pamplona, en la Cuenca de Pamplona y a 7 km de la capital de la comunidad, Pamplona. Su población en 2014  fue de 41 habitantes (INE).

## Ubicación
Sagüés está situada a un kilómetro de Gazólaz y sobre un alto, siendo por su ubicación un lugar privilegiado de la Cendea.

## Historia
Aunque en la actualidad la localidad, así como su antiguo término concejil, queda administrada directamente por el Ayuntamiento de Cizur, hasta 1990 era uno de los concejos que formaban la Cendea de Cizur; en es año,  con una población de 9 habitantes, perdió la condición de concejo. Sin embargo, durante algunos años del siglo XVII, fue elegido por los diputados de jurados de la Cendea de Cizur para celebrar los batzarres al ser una de las más pobladas de la Cendea. Al igual que en otros pueblos de la Cendea, diversas órdenes religiosas poseyeron en él tierras y bienes. Dispuso de un palacio de Cabo de Armería durante varios siglos y sus habitantes gozaban de privilegios reales.
En la última década, el ayuntamiento de la Cendea de Cizur y el Gobierno de Navarra, han promovido la construcción de viviendas en Sagüés, a las que se han desplazado personas de núcleos más grandes para fijar su residencia en esta localidad.

## Demografía
| Gráfica de evolución demográfica de Sagüés entre 1800 y 2018                                                             |
| |
| Fuente: 1800 y 1960: Enciclopedia Auñamendi (voz:Sagüés); 1981-1990: Instituto de Estadística de Navarra; 2000-2018: INE |

## Monumentos
Su iglesia, dedicada a San Miguel, restaurada hace ya algunos años, se dispone en estilo protogótico, con una tipología "que se extendió por la Navarra rural hacia el año 1200". Sobre una nave cubierta por una bóveda de cañón apuntada, los arcos fajones -también apuntados- la divden en tres tramos, más largo el que precede al altar mayor, con una especie de crucero a la cabecera compuesto por dos pequeñas capillas laterales y el ábside semicircular cubierto con una bóveda de horno. Los muros son de buena sillería. Dispone, como es habitual en las iglesias de esa época en la comarca de un pórtico, similar en su planta a los de las iglesias de Gazólaz y Larraya, pero con una factura más tosca, con fuertes macizos.

## Comunicaciones
| Eskualdeko Hiri Garraioa/Transporte Urbano Comarcal |   |
| Taxi Iruñerria                                      |   |
| Zona                                                | B |
| Estaciones                                          |   |

## Fiestas y eventos
Las fiestas patronales se celebran el fin de semana más próximo a San Miguel, que es el patrón de la localidad.